# Ceraclea annulicornis
Ceraclea annulicornis – gatunek owada z rzędu chruścików i rodziny Leptoceridae. Larwy prowadzą wodny tryb życia.
Gatunek holarktyczny, nie występuje w południowej Europie i Islandii, larwy spotykane w jeziorach, strefie potamalu, wodach słonawych. Limnebiont, preferuje jeziora o niższej trofii oraz litoral piaszczysty, występuje w zbiorowiskach ramienic.
Larwy zostały znalezione w kilku jeziorach Pojezierza Mazurskiego: w mezotroficznym Jeziorze Narckim, Mamry, Hańcza, Bełdany, Mikołajskim, licznie w jeziorze Śniardwy, głównie w zbiorowiskach ramienic oraz na dnie piaszczystym i kamienistym. Na Pojezierzu Wielkopolskim w Jeziorze Kierskim gatunek występujący rzadko wśród łąk ramienicowych, także w innych jeziorach i gliniankach. W Fennoskandii spotykany w jeziorach i zatokach morskich oraz rzadziej w śródleśnych ciekach. W jeziorach Karelii larwy były charakterystyczne dla siedlisk kipielowych, na brzegu piaszczysto-kamienistym. W Estonii występuje w ciekach i jeziorach.
Bardzo rzadko gatunek spotykany w jeziorach Łotwy, najczęściej w jeziorach słaboeutroficznych i mezotroficznych. Na Litwie imagines złowiono nad dużym jeziorem mezotroficznym. Gatunek znany z jezior Niemiec, eutroficznego jeziora Esrom w Danii, mezotroficznego jeziora w Irlandii.